# Берген оп Зоом
Берген оп Зоом (на нидерландски: Bergen op Zoom; Berrege) е град в провинция Северен Брабант в Нидерландия с 66 445 жители (на 1 януари 2014).

През 1347 г. получава права на град.